# Ljuva mons naturreservat
Ljuva mon är ett naturreservat i Linneryds socken i Tingsryds kommun i Småland (Kronobergs län).
Reservatet är skyddat sedan 1985 och är 135 ha stort. Det är beläget strax öster om Linneryds samhälle och begränsas av Rolsmosjön och Linnerydssjön.

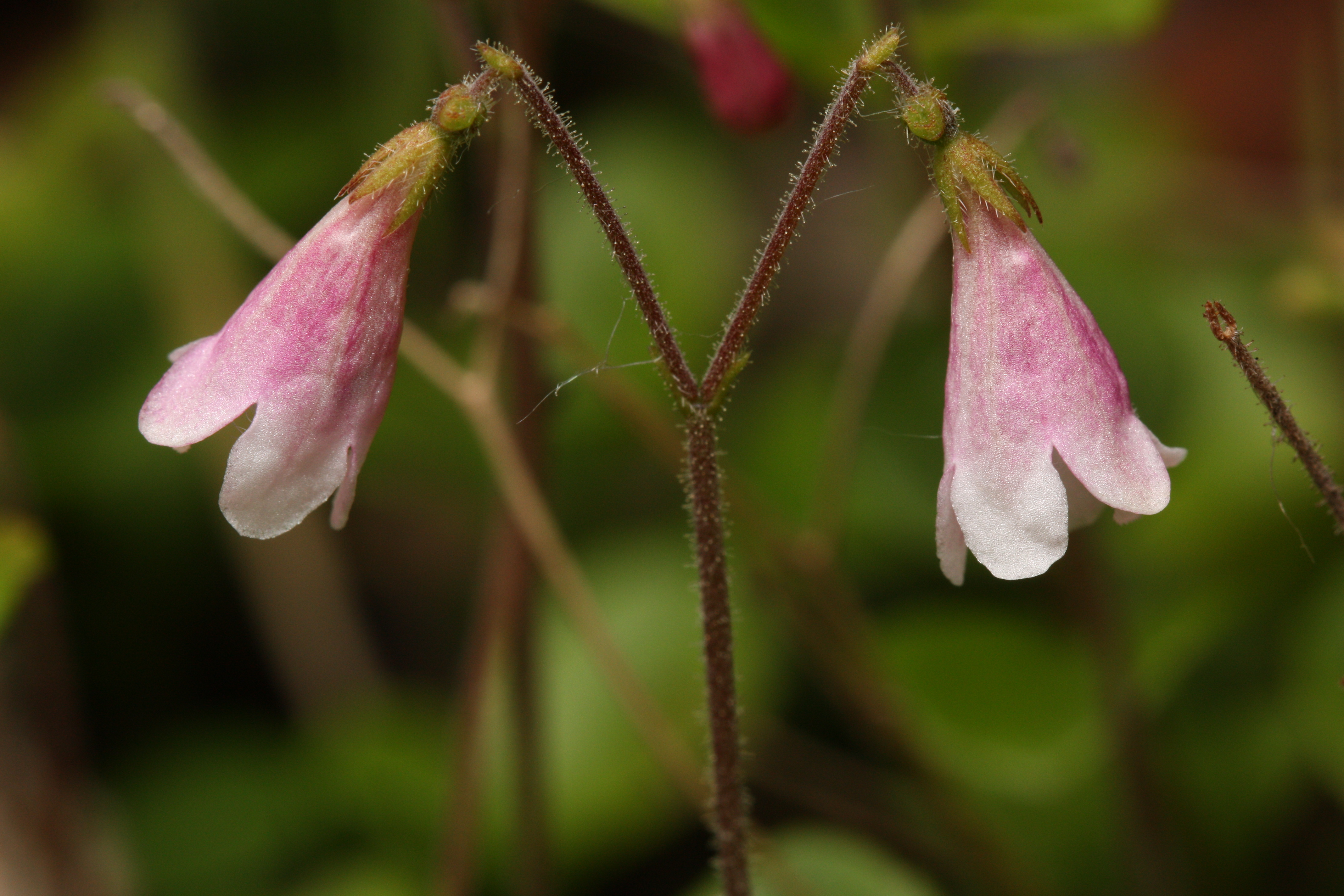
Smålands landskapsblomma, Linnéa

Området består av åsryggar, kullar, terrasser och sänkor av varierande storlek och form. Där på mon växer ett vackert tallbestånd och i norra delen finns tallmossar. Fältskiktet domineras av bärris och kruståtel. Linnéa, kråkris och mjölon förekommer i naturreservatet.